# 卡里尼科斯·格林卡
卡里尼科斯·格林卡（希臘語：Καλλίνικος Κρεάνγκα，1972年3月8日—），原名克林·克雷安格（羅馬尼亞語：Călin Creangă），生于罗马尼亚，希腊乒乓球运动员。格林卡的打法以反手进攻为主，喜欢大力击球，但处理细腻球的能力不足。

## 简历
格林卡是一位大器晚成的球手，幼年主要练习体操，10岁后才系统地训练乒乓球。早期曾以罗马尼亚运动员的身份参加比赛，后入籍希腊。
格林卡早在1990年代初期便已出道。在1991年世乒赛上，与罗马尼亚的巴蒂斯库合作获得的混双季军。2003年，31岁的格林卡在巴黎世乒赛杀入殺入四強，負於南韓球手朱世爀，收穫一面銅牌。在同年的世界杯乒乓球赛决赛，以1:4负于中国的马琳。次年，格林卡再次打进该项赛事的决赛，但仍然负于马琳，连续两年获得亚军。而这两个世界杯亚军是格林卡最好的单打成绩。此外，格林卡曾参加五届奥运会乒乓球比赛，最好成绩为16强。

## 主要成绩
- 1991年世乒赛混双四强；
- 1992年欧锦赛混双冠军，世界杯男单第四；
- 1994年欧锦赛男双冠军、混双亚军；
- 1995年世锦赛混双第五；
- 1996年欧锦赛混双亚军；欧锦赛男双第三名，男单第五名；
- 1997年世界杯男单第五名，南斯拉夫公开赛男双亚军；
- 1998年欧锦赛男双亚军；
- 1999年欧洲12强赛男单第三，澳大利亚公开赛男单亚军；
- 2000年欧锦赛男双亚军；
- 2001年美国公开赛男双亚军，世乒赛男双八强；
- 2002年欧锦赛男单亚军，日本公开赛男单冠军，国际乒联总决赛男单亚军；
- 2003年卡塔尔公开赛男双冠军，第47届世乒赛男单四强；
- 2003年乒乓球世界杯男子单打亚军；
- 2004年乒乓球世界杯男子单打亚军。